# Road Music
Road Music è un programma televisivo italiano del 2012 in onda su Rai 5, scritto dal conduttore radiotelevisivo Claudio De Tommasi.
La trasmissione è un viaggio, senza conduzione, nelle culture musicali del pianeta, sintetizzato in cinque puntate. Il progetto coniuga l'arte visiva con la musica per estrapolare scenari inediti e suggestivi, itinerari della mente e dello spirito, attraverso manieristiche citazioni di immortali pensatori classici e di autori moderni e contemporanei.
Fra i contributi, quelli di Stewart Copeland, Stefano Bollani, Moby, Max Gazzè, John Mayall, Maria Gadú e Giorgia.